# Jean Houzeau de Lehaie
Jean Houzeau de Lehaie (1867 - 1959) fue un biólogo, botánico, pintor e historiador belga que consagró su vida al estudio de los bambúes, logrando la introducción de nuevas especies venidas esencialmente del Japón, de China, India, y su aclimatación en Bélgica dentro de su propiedad de Ermitage.
Fue creador de una revista especializada, publicado por autores (boletín periódico Le Bambou entre 1906 y 1908), durante toda su vida publicó libremente taxones de bambúes rústicos y tropicales en Europa hasta la frontera climática de Noruega y en África con una perspectiva agronómica. También contribuyó igualmente en los estudios de orquídeas principalmente en Bélgica y en Francia.
Sus estudios prehistóricos incluyeron las minas neolíticas de sílex de Spiennes (cerca de Mons). Viajero infatigable por toda Europa, a sus 66 y 67 años, realizó dos expediciones etnográficas al África Occidental Francesa (AOF). Entre 1945 y 1947, editó, con fondos propios, el semanario La Solidarité paysanne defendiendo la cuestión campesina como objetivo.

## Recapitulación de principales autores y observadores de bambú antes de J.H. de Lehaie
| N.º | Nombre del botánico o del observador                                   | Obra de referencia | Periodo de publicación de estudio(s) de bambúes                | Cita por Jean Houzeau | Comentario |
| --- | ---------------------------------------------------------------------- | --- | -------------------------------------------------------------- | --------------------- | --- |
| 1   | Alejandro Magno -356/-323 a. C.                                        | |                                                                | si                    | Según J. Houzeau la primera mención de un bambú se ve en carta de Alexandre le Grand a su preceptor Aristote. Ese hecho no es sorprendente, ya que como gran conquistador exploró el delta del Indo para estudiar flora, fauna, subsuelo e incluso crear cartas. |
| 2   | Plinio el Viejo - 23/59 ap. J.-C.                                      | Histoire naturelle |                                                                |                       | fuente: Rupr. |
| 1   | Mathias de l'Obel (Lobelius)1538-1616                                  | |                                                                | si                    | Hace referencia a una bambúcea en 1571. |
| 2   | Charles de l'Ecluse 1526-1609                                          | | 1601                                                           |                       | Fuente: Rupr. |
| 3   | García da Orta (Garciam?) 1500-1568                                    | Colóquios dos Simples e Drogas e Cousas Medicinais da Índia (1563)                                                                           | 1605 (a verificar)                                             |                       | Fuente: Rupr. Il fonde un jardin botanique sur l'île de Bombay et y expérimente la culture de plantes venant d'Europe ou d'Inde, mais aussi de Chine et d'Iran. |
| 4   | Georges Macgrave (Magravia)                                            | Historia natural de Brasil | 1648                                                           |                       | Fuente: Rupr. |
| 5   | Guillaume Pisonia (Pisonem, Wilhelm Piso, Guillaume Le Pois) 1611-1678 | Histoire naturelle (1648), Différents opuscules sur la canne à sucre, le Manihot...(1660)                                                    | 1958                                                           |                       | Fuente: Rupr. Médecin, pharmacien, botaniste, né à Leyde, voyageur au Brésil. A eu Marcgrave comme collaborateur. cf. Glossaire de botanique par Alexandre Etienne Guillaume Théis. |
| 6   | Gaspard Bauhin 1560-1624                                               | | 1671 (?)                                                       |                       | Fuente: Rupr. Il cite C. Bauhinum (1671). On peut supposer qu'il fait référence à G. Bauhin mais la date de publication est postmortem. |
| 7   | Georg Everhard Rumphius (Rumph.) 1627-1702                             | Herbarium Amboinense | Entre 1741 et 1750, (35 años después de la muerte de Rumpfius) |                       | Describió más de 24 especies de bambú. Se refirió en latín Arundarbor o "árboles huecos" o aún « Roseau arborescent» y los reagrupó en tres clases. Rumpf no utilizó el término bambú. Según él el término javanés mambu conocido desde el siglo XVI designa una gramínea que tiene la forma de una varilla hueca. Sería una onomatopeya que podría coincidir con las detonaciones de un vástago hueco en el fuego.                                                    |
| 8   | Hendrik van Rheede 1636-1691                                           | Hortus Malabaricus | 1678-1703                                                      |                       | El « Jardín de Malabar» de 12 vols. 742 plantas, 791 planchas. Trabajo etno-médico. El cuarto volumen es, en parte, dedicada al estudio de bambú y las cañas. |
| 9   | Engelbert Kaempfer 1651-1716                                           | | 1712                                                           |                       | Fuente: Rupr. |
| 10  | Johannes Burman 1907-1780                                              | | 1737                                                           |                       | Fuente: Rupr. |
| 11  | Carlos Linneo 1707-1778                                                | |                                                                |                       | El padre de la botánica moderna identificó veinte bambúes. Introdujo en el vocabulario científico el término bambú y los clasificó en la familia de las gramíneas. |
| 12  | William Roxburgh 1751-1815                                             | Flora Indica |                                                                |                       | En 1820, William Carey (1761-1834), a título póstumo, publica el primer volumen de su Flora Indica, or Descriptions of Indian Plants. En 1824, Carey edita el segundo volumen con comentarios enriquecidos de Nathaniel Wallich (1786-1854). |
| 13  | Carl Ludwig Willdenow 1788-1850                                        | |                                                                |                       | |
| 14  | Karl Sigismund Kunth 1765-1812                                         | Distribución metódica de gramíneas | 1935                                                           |                       | Alejandro Humboldt le confió la tarea de determinar su herbario. Kunth pasó 24 años de su vida en describir una parte del herbario de Humboldt y Bonpland. En homenaje de Bambusáceas, el nombre de KS Kunth se asocia con varios de bambú de América del Sur y es el autor de género Guadua. |
| 15  | Carl Ludwig Blume 1789-1862                                            | |                                                                |                       | Fuente: William Munro |
| 16  | Franz Josef Ivanovich Ruprecht 1814-1870                               | Bambuseae | 1839                                                           | oui                   | Primer autor linneano que hace una monografía de las bambuseas |
| 17  | William Munro 1818-1880                                                | A Monograph of the Bambusaceae, including Descriptions of all the Species                                                                    | 1868                                                           | si                    | |
| 18  | James Sykes Gamble 1847-1925                                           | The Bambuseae of British India | 1896                                                           | si                    | El botánico inglés J.S. Gamble especializado igualmente con la flora del subcontinente indio. Fundador del Herbario de Dehradun, fue autor de un estudio muy detallado sobre la tribu de las Bambúseas en India y Birmania. En su obra ‘The Bambuseae of British India’ describe 117 especies de Bambúseas con 45 descripciones suplementarias de taxones indo-malayos de los realizados por el coronel Munro.                                                         |
| 19  | El barón Mitford                                                       | The Bamboo garden | 1879                                                           | si                    | Uno de los primeros amateurs en reunir bambúes en su propiedad de Batsford Park (un suburbio de Londres) una gran colección de bambúes rústicos. Si para el autor "ese pequeño libro no tiene pretensiones científicas" 'según John Houzeau de L, su jardín de bambúes fue a la vez una obra muy interesante y sabia, contribuyendo en gran medida a aclarar la nomenclatura de los bambúes hasta entonces desconocido.                                                |
| 20  | Ernest Mason Satow                                                     | The cultivation of bamboos in Japan | 1899                                                           | si                    | Ese estudio del diplomático y nipólogo E. Satow comprende principalmente una traducción parcial de Nihon Chiku-fu, el famoso Manual de bambúes japoneses de Katayama Nawohito, publicado en 1885, con una nomenclatura de bambuses japoneses. |
| 21  | Auguste y Charles Rivière (padre e hijo)                               | Le Bambou (reunidos bajo este título conjunto completo de artículos en la revista de la Sociedad de la aclimatación, titulado "Les Bambous") | 1878                                                           | si                    | Auguste Rivière (jardinero jefe de Luxemburgo) y Charles Rivière (director del Jardín de Ensayos en Hamma d'Alger) fueron los primeros autores franceses, aunque no tenían ninguna formación botánica, proponen, a partir de la observación y el estudio de los bambúes en una década, una monografía exhaustiva y razonada de la clasificación botánica de bambú, describiendo características de su tierra y vegetación sobre tierra, su cultivo, su multiplicación. |
| 22  | Sir Dietrich Brandis                                                   | Indian tree (recuperación de gran parte de sus numerosos estudios botánicos de la flora de la India y de Birmania)                           | 1906                                                           | si                    | Encuentro casual de Jean Houzeau de Lehaie al Herbario Kew en 1906. Sir Dietrich Brandis lo alienta a seguir la investigación hacia la sistemática de bambúes. J. Houzeau es responsable del orígrn de la sistemática de bambuseas rústicas (1910) |

## Ensayos de cultivos de bambúes en Bélgica

### Colección de bambúes del Ermitage
La zona del Ermitage se sitúa en la longitud: 3° 57′ E de Greenwich, latitud: 50° 27′ N que corresponde a un punto situado un poco al norte de Winnipeg, Canadá. A comienzos de 1900, la temperatura media anual en Bélgica estaba en 10 °C, mínimo absoluto de – 20 °C y máximo absoluto de + de 35 °C. Lluvia anual 700 mm. Así Jean Houzeau de Lehaie decía que la región donde habitaba tenía clima marítimo del oeste de Europa, mas con golpes de frío siberiano, anulando el efecto temperador de la corriente del Golfo y puede haber heladas durante todos los meses del año. En 1907, por ejemplo, con heladas todos los meses, excepto agosto, perjudicial para la lignificación de jóvenes tallos de bambú.
Los primeros ensayos al aire libre fueron modestos. Se iniciaron con pequeños montículo de Arundinaria japonica (Pseudosasa japonica) cultivada en la propiedad familiar de Hyon.

¡ Amigos de las Aves, planten bambues !
Extraído de...
Cuando la helada se ha depositado en nuestros árboles y la tierra se endurece, las aves, que son tan útiles en los jardines, les resulta difícil encontrar refugio contra el viento. Con el follaje denso y persistente de los bambúes, especialmente Arundinaria japonica, les sirven admirablemente fr refugio. A lo largo del invierno, vemos cientos de aves nocturnas de varias especies protegidos por masivos de bambú. Así, también son inmunes a los gatos, no muerden rastrojos duros y lisos, y de rapaces cuyo vuelo es arrestado por multitud de ramitas. La planta protege el pájaro; no es en vano para él. Amantes de las aves, que hacen alimentar los mejores anfitriones de nuestros jardines en invierno, no te olvides de darles un buen refugio que los protege del frío: ¡Planta bambúes!!

El suelo de Mont Panisel se prestó bastante bien para implantar bambúes: compuesto de arena glauconífera, con carga de arcilla (formación ypresiano superior).

## Selección de publicaciones